# Quairading Shire
Quairading Shire är en kommun i Australien. Den ligger i delstaten Western Australia, omkring 150 kilometer öster om delstatshuvudstaden Perth. Antalet invånare var 1 019 vid folkräkningen 2016.
Följande samhällen finns i Quairading:
- Quairading
- Dangin